# Stadionul Tineretului
El Stadionul Tineretului es un estadio multiusos de la ciudad de Braşov, Rumania. El estadio tiene una capacidad para 8.800 espectadores, fue inaugurado en 1960 y sirve, principalmente, a la práctica del fútbol. En el estadio disputa sus partidos como local el FC Braşov. El estadio también es conocido como Stadionul Silviu Ploeşteanu, nombre que recibe por el emblemático entrenador del club Silviu Ploeşteanu.
El 25 de mayo de 2011 se disputó por primera vez la final de la Cupa României en Braşov y en el estadio Tineretului. El partido enfrentó a Dinamo y Steaua Bucureşti en el clásico del fútbol rumano, con victoria de Steaua por 1-2.